# Derlingau
Le Derlingau est un des premiers comtés (Gau) constitutif du Duché de Saxe.

## Géographie
Le Derlingau est approximativement constitué par la région comprise entre la rivière Oker à l'ouest et la forêt de Lappwald à l'est. Il est limité à partir du nord dans le sens des aiguilles d'une montre par une série  d'autres Gaue: Bardengau, Gau Osterwald, Nordthüringgau, Harzgau, Salzgau, Hastfalagau, Gau Flutwide, Gau Gretinge. La plus importante cité était Evessen, et plus tard Brunswick. Le Derlingau était enfin inclus dans le  diocèse d'Halberstadt.

## Histoire
On dispose de peu d'informations sur l'histoire de ce comté. Les Brunonides en étaient la plus puissante famille aux Xe et XIe siècles. Après l'extinction de leur lignée, leurs possessions sont héritées par  Lothaire de Supplinbourg, qui devient duc de Saxe. et ensuite empereur du Saint-Empire. Après Lothaire, le duc Henri le Lion et ses descendants les ducs Brunswick-Lünebourg, héritent de ces domaines. Après la  disintégration du duché de Saxe au début du XIIIe siècle, le Derlingau devient une partie du nouveau duché de Brunswick-Lünebourg, avec plusieurs contrées adjacentes.
La frontière nord du  Derlingau constitue plus tard la frontière entre les principautés de Wolfenbüttel et Lünebourg. Les frontières est et sud du Derlingau existent encore de nos jours comme limites entre la Basse-Saxe et Saxe-Anhalt.
Les comtes connus du Derlingau sont :
- vers 965 : Bruno, fils de Liudolf, Comte dans le  Nordthüringgau, (Brunonides)
- 966-985 : Dietrich de Haldensleben,
- à partir de 982 : Lothaire de Walbeck margrave de Nordmark,
- vers 990- 1010 : Bruno de Brunswick († vers 1010), probablement fils d'un comte  Bruno Ier, (Brunonides)
- vers 1013 : Ekbert, (Billung)
- 1031-1038 : Liudolf († 1038), fils de Bruno II, (Brunonides)
- 1052 Bernhard de Supplinbourg († avant 1069),
- Siegfried II de Walbeck († vers 1087)